# 울라슬로 2세
울라슬로 2세(헝가리어: II. Ulászló, 슬로바키아어: Vladislav II. Jagelovský 블라디슬라프 2세 야겔로프스키, 크로아티아어: Vladislav II. Jagelović 블라디슬라브 2세 야겔로비치, 체코어: Vladislav Jagellonský 블라디슬라프 야겔론스키[*], 폴란드어: Władysław II Jagiellończyk 브와디스와프 2세 야기엘론치크[*], 1456년 3월 1일 폴란드 크라쿠프 ~ 1516년 3월 13일 헝가리 부더)는 보헤미아의 국왕(재위: 1471년 ~ 1516년)이자 헝가리와 크로아티아의 국왕(재위: 1490년 ~ 1516년)이다. 폴란드의 야기에우워 왕조 출신이며 보헤미아의 국왕 블라디슬라프 2세(체코어: Vladislav II., 블라디슬라프 1세는 보헤미아 공작 블라디슬라프 2세로 알려져있다.)에 해당한다.

## 생애
폴란드의 국왕인 카지미에시 4세와 그의 아내인 합스부르크 가의 엘리자베트(Elisabeth) 사이에서 태어났다. 엘리자베트의 아버지는 독일, 헝가리, 보헤미아의 국왕인 알브레히트 2세이다. 폴란드의 국왕인 얀 1세 올브라흐트, 알렉산데르 야기엘론치크, 지그문트 1세와는 형제 관계에 있다.
1471년 이르지 스 포데브라트에 뒤를 이어 보헤미아의 국왕으로 즉위했지만 당시 보헤미아는 후스파와 교황파 간의 전쟁이 계속되고 있었다. 1479년 올로모우츠에서 체결된 보헤미아와 헝가리 양국 간의 평화 조약에 따라 모라바, 실레시아, 루사티아를 마차시 1세에게 양도했다. 1485년 쿠트나호라에서 후스파와 교황파 간의 화해가 성립된 뒤부터 프라하 성의 재건에 착수했다.
1490년 마차시 1세가 후사 없이 사망한 뒤부터 헝가리의 국왕으로 즉위했다. 헝가리의 국왕에 즉위한 이후에는 부더에 거주했다. 1516년 3월 13일에 사망했으며 그의 왕위는 아들인 러요시 2세가 승계받았다. 그의 딸인 보헤미아와 헝가리의 안나는 신성 로마 제국의 황제였던 페르디난트 1세의 아내이기도 하다.